# Prudenzio Piccioli
Prudenzio Piccioli (Spilamberto, 1813 – Modena, 1883) è stato uno scultore italiano.

## Biografia

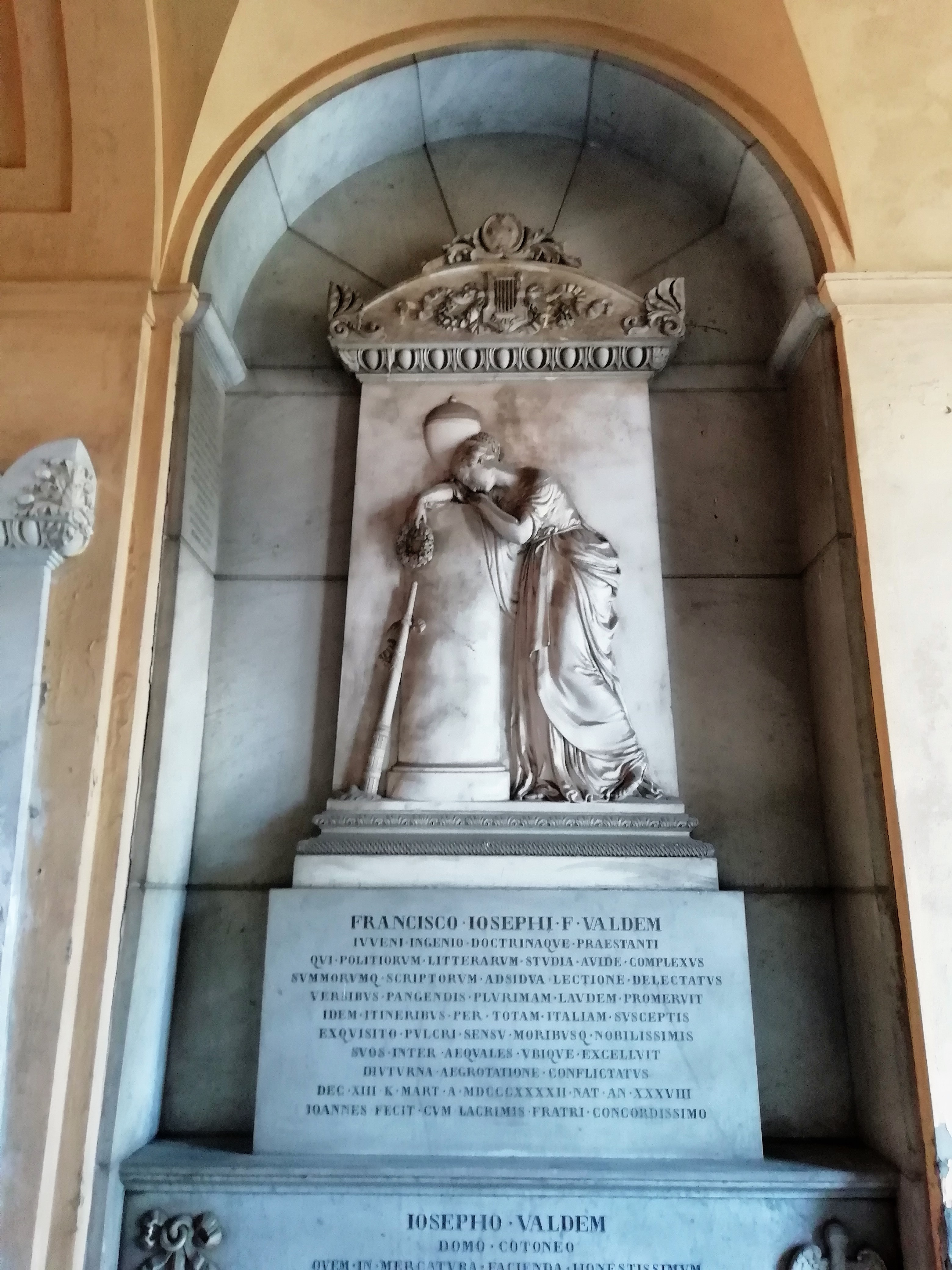
Monumento Valdem

Prudenzio Piccioli nasce a Spilamberto e studia presso l'Accademia di Belle Arti di Modena dimostrando una grande capacità mimetica con le sue copie di opere di Antonio Begarelli.
Nel 1835 si trasferisce a Bologna dove espone a varie mostre e trova un mecenate, Virgilio Davia.
Realizza varie statue per le chiese cittadine e vari monumenti funebri di gusto purista nella Certosa di Bologna, tra cui il monumento Valdem del 1842, considerato tra le opere di maggior pregio del cimitero monumentale.
Negli anni bolognesi conserva varie commissioni a Modena, tra cui statue per le chiese e vari busti e opere minori, e a Reggio Emilia, dove realizza le statue del Teatro Valli.